# Ư
Ư, samogłoska przymknięta przednia zaokrąglona w języku wietnamskim, symbol, który przedstawia ten dźwięk w Międzynarodowym Alfabecie Fonetycznym, to y (zwykła litera y).
Znak ten nie występuje w wielu czcionkach i nie ma go na klawiaturach komputerowych, zazwyczaj przedstawiany jest jako u+ lub u*.
Ponieważ wietnamski jest językiem tonalnym, przy tej literze może się pojawić jeden z pięciu symboli tonalnych:
- Ừ ừ
- Ứ ứ
- Ử ử
- Ữ ữ
- Ự ự